# جيريمي بارجو
جيريمي بارجو (بالإنجليزية: Jeremy Pargo)‏ مواليد 17 مارس 1986 في شيكاغو، هو لاعب كرة سلة محترف أمريكي بدأ مسيرته الاحترافية في سنة 2009 يلعب في ليغا باسكيت الدرجة الأولى كلاعب هجوم خلفي ويحمل الرقم 2. يبلغ طوله 6 قدم 2 بوصة (1.9 م).

## فرق لعب لها
- مكابي تل أبيب لكرة السلة
- ميمفيس غريزليس
- كليفلاند كافالييرز
- فيلادلفيا سفنتي سيكسرز
- نادي سسكا موسكو لكرة السلة

## إحصائيات المسيرة
|  | تصدر الدوري |

### الرابطة الوطنية لكرة السلة

#### الموسم الاعتيادي
| السنة   | الفريق                 | لعب | بدأ | دقيقة | ميداني% | ثلاثية | حرة  | ارتداد | صنع | استلاب | تصدي | نقطة |
| ------- | ---------------------- | --- | --- | ----- | ------- | ------ | ---- | ------ | --- | ------ | ---- | ---- |
| 2011–12 | ميمفيس غريزليس         | 44  | 5   | 9.6   | .333    | .263   | .596 | .8     | 1.3 | .3     | .0   | 2.9  |
| 2012–13 | كليفلاند كافالييرز     | 25  | 11  | 17.9  | .401    | .316   | .683 | 1.3    | 2.6 | .5     | .1   | 7.8  |
| 2012–13 | فيلادلفيا سفنتي سيكسرز | 14  | 0   | 14.9  | .381    | .412   | .667 | 1.2    | 2.0 | .1     | .0   | 4.9  |
| المسيرة |                        | 83  | 16  | 13.0  | .373    | .313   | .652 | 1.0    | 1.8 | .3     | .0   | 4.7  |

## روابط خارجية
- جيريمي بارجو على موقع الدوري الأوروبي لكرة السلة (الإنجليزية)
- جيريمي بارجو على موقع إن بي أي (الإنجليزية)
- جيريمي بارجو على موقع سبورتس رفرنس (الإنجليزية)
- جيريمي بارجو على موقع كرة السلة الأوروبية.كوم (الإنجليزية)
- جيريمي بارجو على موقع DraftExpress.com (الإنجليزية)
- جيريمي بارجو على موقع كلية كرة السلة في سبورتس رفرنس.كوم (الإنجليزية)
- جيريمي بارجو على موقع ريلجم (الإنجليزية)
- جيريمي بارجو على موقع بروبوليرز (الإنجليزية)
- جيريمي بارجو على موقع سبورتس رفرنس (الإنجليزية)
- جيريمي بارجو على موقع سبورتس رفرنس (الإنجليزية)